# Madame Victorine
Madame Victorine, var en fransk modist.
Hon tillhörde de mer framgångsrika och tongivande modisterna inom Paris' modeindustri under sin samtid. Hon var ursprungligen elev och kollega hos Madame Guérin. 
Hon uppnådde sitt genombrott under den bourbonska restaurationens tid och tillhörde de mer populära under julimonarkin, då hon nämns som den kanske mest etablerade vid sidan av Beaudran, Madame Palmyre och Madame Oudot-Manoury. Hon åtnjöt internationell berömmelse. Hon var inte endast tillverkare av hattar utan även couturiere, det vill säga designer av kläder.
Det uppges att Victorine var så framgångsrik att hon kunde begära vilket pris hon ville.
Hon var favoritmodist hos drottning Viktoria av Storbritannien. 